# Zimirina vastitatis
Zimirina vastitatis là một loài nhện trong họ Gnaphosidae.
Loài này thuộc chi Zimirina. Zimirina vastitatis được Mordecai Cubitt Cooke miêu tả năm 1964.